# エウロパサウルス
エウロパサウルス（学名 Europasaurus）は、四足歩行で草食の竜脚類恐竜の属である。基盤的なマクロナリアに分類される。後期ジュラ紀（キンメリッジ期、約1億54000万年前）に現在のドイツ北部に生息していた。現在のニーダーザクセン盆地が島であり、隔離によって生じた竜脚類の島嶼矮化の例として認識されている。ヨーロッパサウルスとも。

## 記載

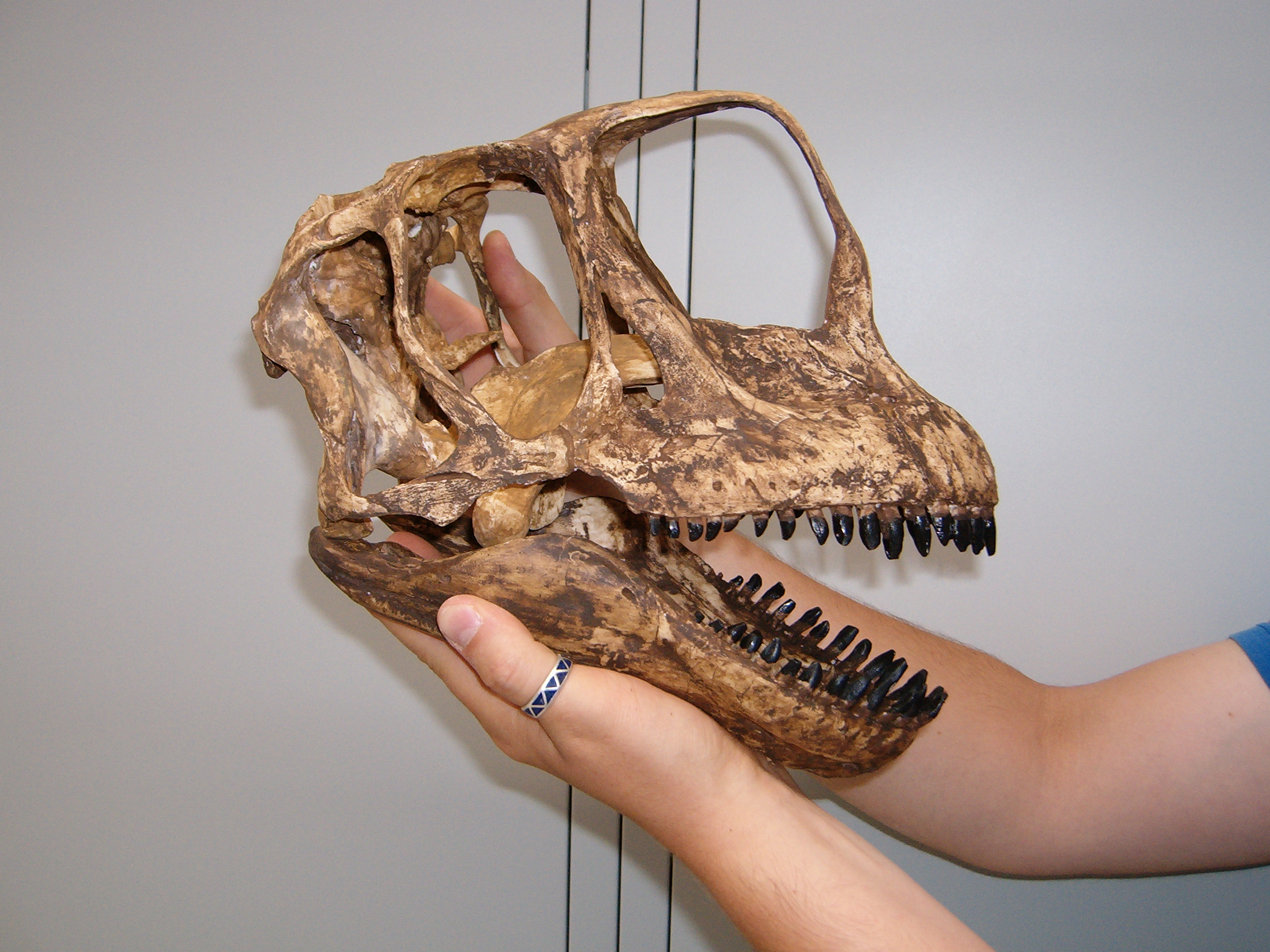
エウロパサウルスの頭骨

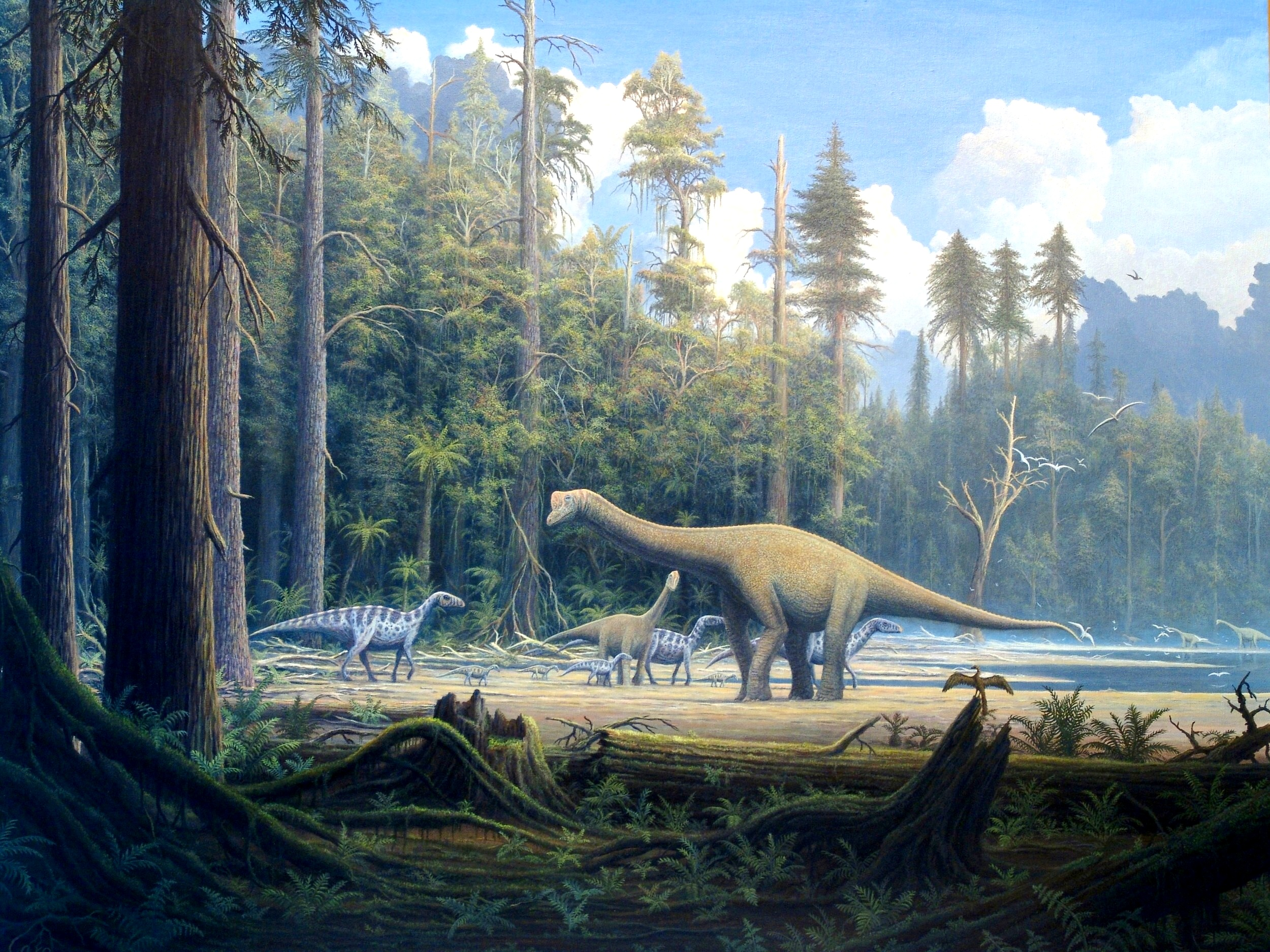
復元図

エウロパサウルスは以下の固有派生形質を持つ。前上顎骨の鼻骨突起が前背側に突出している。内側の切痕が頸椎の椎体の後方腹側の縁になっている。肩峰突起が著しく後方に突出している。距骨の横幅が上下幅、前後幅の2倍である。カマラサウルスと比較して後眼窩骨の翼状の後部突起が前部突起よりやや長く広く、カマラサウルスのものよりはるかに短い。
これ以外の違いとして、エウロパサウルスでは鼻骨と前頭骨の接触部がより短く、頭頂骨が後ろから見て四角い。カマラサウルスと異なり、仙骨前方の椎骨では神経棘が二股になっていない。また、ブラキオサウルスと比較して、吻部が短く、方形頬骨が鱗状骨と接触している。肩甲骨の前内側が平らで遠位と近位の骨端が一直線に並んでいない。マクロナリアのルソティタン（Lusotitan）や"ケティオサウルス"・フメロクリスタトゥス（"Cetiosaurus" humerocristatus）と比較され両種どちらとも異なる独自の種であることが示されている。決定的にはエウロパサウルスは既知の新竜脚類の成体としては最小である。

## 発見史
現在のところ唯一の種でもあるタイプ種は Europasaurus holgeri で、成体および幼体の化石が海成の炭酸塩層("bed 93")から発掘されており、これには全長1.7メートルから6.2メートルの範囲の7個体の化石が含まれている。属名はヨーロッパと古代ギリシャ語で「トカゲ」を意味するsaurosより派生し、「ヨーロッパのトカゲ」という意味である。種小名はこの分類群の化石を最初に発見したホルガー・リュトゥケ（Holger Lüdtke）に献名されたものである。ホロタイプ標本
(DFMMh/FV 291; Dinosaurier-Freilichtmuseum Münchehagen/Verein zur Förderung der Niedersächsischen Paläontologie)は同一個体に由来するばらばらの頭骨の一部、頸椎、仙椎で構成されている。 この標本およびこの分類群のものとされる他の全ての化石はニーダーザクセン州、ゴスラー近郊のランゲンベルク発掘地の "bed 93" で収集された。

## 分類
Europasaurus holgeri の分岐学的解析の結果 この種の特徴は矮化によるもので、系統としてはカマラサウルスより派生的なマクロナリアであり、ブラキオサウルス科及びより派生的なティタノサウルス形類と姉妹群であると示されている。

## 純古生物学

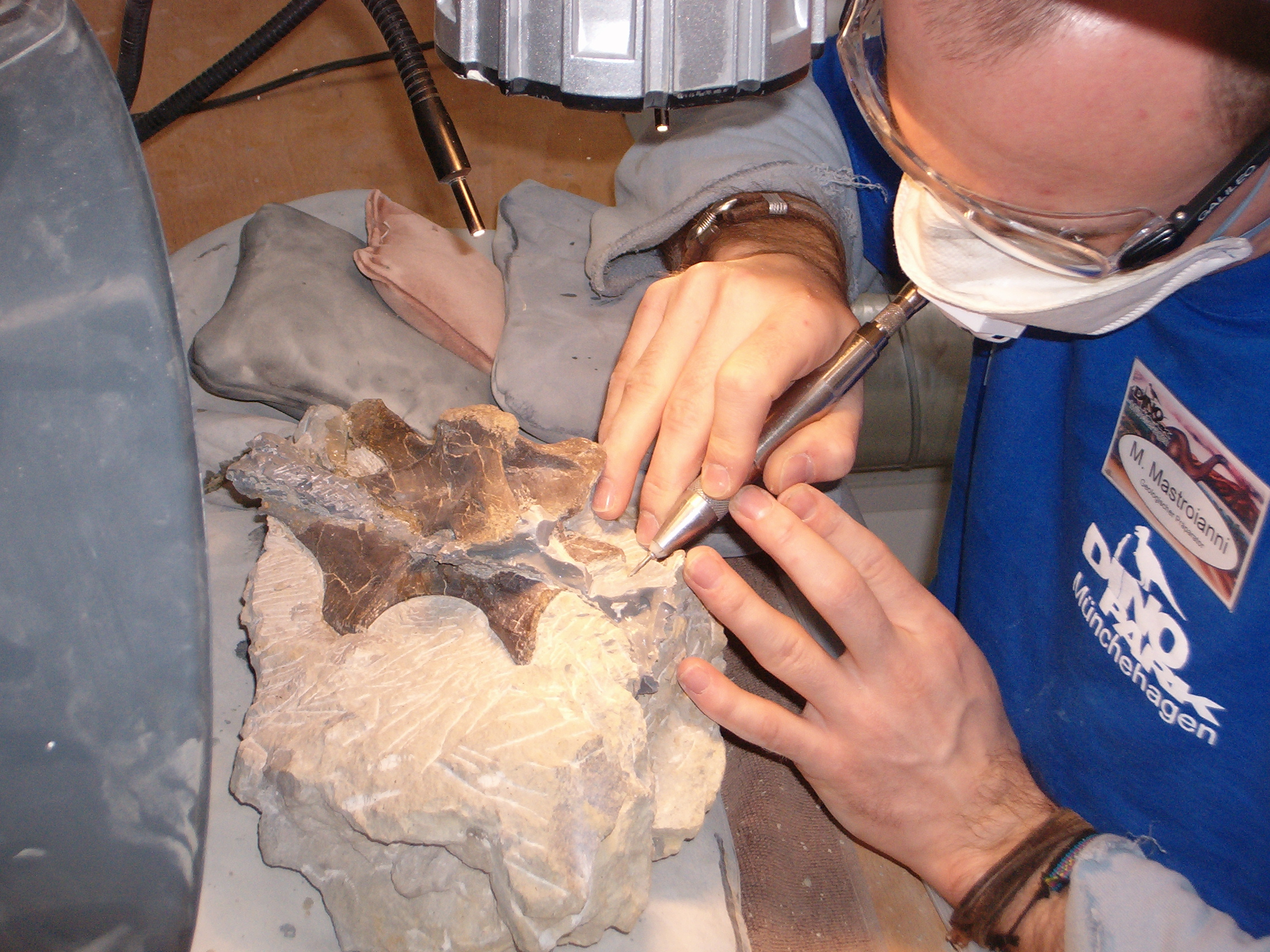
Europasaurus holgeriの化石剖出作業

現在ニーダーザクセン盆地（陸地は2000 km2未満）となっている古代の島々の中では、たとえ最大の島であっても大型竜脚類の個体群に十分な食料はなかったと考えられるため、エウロパサウルスの祖先は島に移住後、急速に矮化したことが示唆される 。エウロパサウルス以外の島嶼矮化の例としては現在のルーマニアにあったハツェグ島（en）のマーストリヒト期（白亜紀末）の地層から発見されたマジャーロサウルスやハドロサウルス類の テルマトサウルスがある 。これらの2例では古地理学や古環境学により大型な種から小型な新種への進化が説明されている。
化石骨の組織学的な研究からこれらの化石が小型種のものであって大型なマクロナリアの種の亜成体ではないことが確証されている。
同様に、一般的な大型竜脚類であるカマラサウルスの長骨の組織学的な研究からエウロパサウルスの体の小ささは成長率の減少によるものであることが示されている。この現象は、他の竜脚類の巨大化が加速的成長によるものであることの逆転である。ブラキオサウルスやサウロポセイドンといった最大級の恐竜を含むこの分類群での矮化は特に注目すべきことである。

## 参照
1. 1 2 3 4 5 6  Sander, P. M., Mateus, O., Laven, T., Knötschke, N. 2006. Bone histology indicates insular dwarfism in a new Late Jurassic sauropod dinosaur. Nature 441: 739-741.
2. ↑  Nopsca, F. 1914. Über das Vorkommen der Dinosaurier in Siebenbürgen. Ver. Zool. Bot. Ges. Wien. 54: 12-14.
3. ↑  Weishampel, D., Norman, D. B. et Grigorescu, D. 1993. Telmatosaurus transsylvanicus from the Late Cretaceous of Romania: the most basal hadrosaurid dinosaur. Palaeontology 36: 361-385.